# Центральный район (Новосибирск)

Часовня во имя Святителя и Чудотворца Николая

Центра́льный райо́н — один из десяти районов города Новосибирска.

## География
Границы Центрального района были определены в соответствии с решением областного исполкома. С севера от Советской улицы по Потанинской до улицы Сакко и Ванцетти, по улице Сакко и Ванцетти до Алтайской железнодорожной линии. По правой стороне Алтайской железнодорожной линии до левого берега реки Каменки, по левому берегу реки Каменки до реки Обь. По берегу реки Обь до Коммунального переулка, по Коммунальному переулку и далее по коммунальной улице до Советской улицы. Площадь земель района — 6,4 км².
С 1 февраля 2013 года район вместе с Железнодорожным и Заельцовским районами образует Центральный округ.

## История
В 1896 году был составлен первый план усадебного землепользования города с границами будущих улиц и жилых кварталов с разделением на три части Вокзальную, Центральную и Закаменскую.
В апреле 1920 года во время подготовки выборов в Горсовет Новониколаевск был разделён на четыре района: Вокзальный, Закаменский, Центральный, а также Ипподромский, который выделили из Центральной части.
В 1930-е годы были образованы административные районы в правобережной части города, и земли центральной части входили в состав Дзержинского и Октябрьского районов. И только 19 февраля 1940 года Президиум Верховного Совета РСФСР утвердил Постановление Президиума Новосибирского облисполкома об образовании в г. Новосибирске Центрального района.
В 1940 году Центральный район занимал площадь 463 гектара и в нём проживало 57,7 тысяч человек.
15 июля 1953 года по указу Президиума Верховного Совета РСФСР Ипподромский район Новосибирска был упразднён, его территория вновь вошла в состав Центрального района.
Центральный район сосредотачивал в себе административные здания, банки, кинотеатры, крупные магазины, научно-исследовательские учреждения, в районе располагалось 13 промышленных предприятий, в том числе завод «Сибрадио», Жировой комбинат, 5 фабрик, 4 ремонтных мастерских, 2 типографии. В районе находились и культурно просветительские учреждения: 3 кинотеатра, театры, клубы. В 1937 году в Центральном районе насчитывалось 4 начальные школы, 14 средних школ, а также 26 детских садов, 2 родильных дома, 3 больницы. Здесь также находились кооперативные артели.
Наука, высшее образование, здравоохранение, торговля в городе начинались с той части территории, на которой расположен Центральный район. Именно на этой территории появился в 1899 году первый храм, первый банк в 1905 году, первая электростанция — 1912, первый стадион — 1925, первая радиостанция — 1921.

## Население
| 1989    | 2002    | 2009    | 2010    | 2012    | 2013    | 2014    |
| ------- | ------- | ------- | ------- | ------- | ------- | ------- |
| 76 194  | ↘72 025 | ↗73 343 | ↘73 121 | ↗74 286 | ↗75 478 | ↗76 215 |
| 2015    | 2016    | 2017    | 2018    | 2021    |         |         |
| ↗76 937 | ↗77 649 | ↗78 537 | ↗78 794 | ↘76 442 |         |         |

Население района 4.67 % процентов общего населения города.

## Архитектура
Архитектурный облик района определяет ряд крупных зданий. Среди них уникальное здание Театра оперы и балета, здание Картинной галереи, «Дом Ленина», Стоквартирный дом, получивший перед Великой Отечественной войной на Всемирной выставке в Париже «Гран-при», бывшее здание городской Думы, часовня, здание Новосибирского молодёжного театра «Глобус» и другие памятники архитектуры.
Самым центром города является площадь Ленина, она сложилась в 1930-е годы, когда были возведены здания Облпотребсоюза, Горисполкома, Госбанка, гостиницы «Центральная». Продолжаются работы по улучшению архитектурно-художественного облика района с внедрением новейших идей и разработок в области малых архитектурных форм. Земли района в значительной степени застроены капитальными зданиями 1920—1950 годов постройки.
Среди ландшафтной архитектуры можно выделить Первомайский сквер. С 2001 года здесь ежегодно проводится Фестиваль снежной скульптуры, а также конкурс каменной скульптуры.

## Инфраструктура
Центром организации культурного массового досуга является МУП Парк культуры и отдыха «Центральный» (до 1961 года парк культуры и отдыха им. Сталина). В парке проводится большое количество мероприятий, организуется культурный отдых детей, молодёжи и пожилых людей в выходные, праздничные дни и в дни школьных каникул.
На сегодняшний день район сосредоточил в себе многие административные структуры федерального и местного значения, среди них аппарат Полномочного представителя Президента РФ по Сибирскому Федеральному округу, администрация Новосибирской области, мэрия Новосибирска. Здесь находятся престижные учреждения образования, здравоохранения, торговли, культуры.
Сфера образования включает в себя 12 средних школ и 3 музыкальные школы, 12 учреждений среднего профессионального образования, 5 высших учебных заведений, 16 учреждений науки и научного обслуживания.
На землях района находится 21 музей (в том числе краеведческий), 7 библиотек (среди которых государственная областная научная библиотека), 3 театра (Академический театр оперы и балета, Академический молодёжный театр «Глобус», Театр музыкальной комедии). Также на территории района располагаются Государственная филармония, Картинная галерея. Для занятий физической культурой и спортом район располагает хорошей материально-спортивной базой: Центральный стадион «Спартак», 128 спортивных сооружений.
На землях Центрального района также находятся Государственный архив Новосибирской области, Городской архив, Дом офицеров, 90 памятников архитектуры, 29 памятников истории.

## Предприятия
Основу производственного потенциала Центрального района составляют предприятия пищевой и лёгкой промышленности. Одно из старейших предприятий района — ОАО «Новосибирский жировой комбинат».
АО «НИИЭП» — оборонное научно-производственное предприятие, входит в концерн Техмаш госкоропорации Ростех, создано в 1950 году и насчитывает около 1000 сотрудников.
Лидер среди предприятий лёгкой промышленности района — ОАО Синар. Из других крупных организаций промышленности Центрального района широко известны Новосибирская картографическая фабрика и Новосибирский полиграфический комбинат, завод редких металлов, Новосибирскфарм, Новосибирский авиаремонтный завод, НПП Восток, кондитерская фабрика «Красная Сибирь» и другие. В районе расположено 17 предприятий крупной и средней промышленности, 360 магазинов.

## Фильмография
- В Центральном районе Новосибирска происходили съёмки ряда эпизодов новогодней кинокомедии Тимура Бекмамбетова «Ёлки 3» (2013)[15]

## Транспорт
В пределах района расположено четыре станции метрополитена: «Красный проспект», «Площадь Ленина», «Сибирская» и «Маршала Покрышкина».